# Cleptometopus subteraureus
Cleptometopus subteraureus là một loài bọ cánh cứng trong họ Cerambycidae.